# Río El Manzano
El río El Manzano es un río ubicado en el sector cordillerano de la comuna de Panguipulli, en la Región de los Ríos, Chile.

## Trayecto
El Río El Manzano, es un río de corto trayecto que nace en los cerros ubicados al sur del lago Pirehueico. Este río fluye en dirección sur a norte, hasta verter sus aguas en el Lago Pirehueico. Se puede acceder a él solo por vía lacustre